# Secret of the Runes
Secret of the Runes is het tiende studio-album van de Zweedse symfonische-metalband Therion. Het is een conceptalbum dat handelt over de negen verschillende werelden van de wereldboom Yggdrasil in de Noordse mythologie. Daarnaast bevat het een proloog en een epiloog. Op de albumhoes heeft elk nummer zijn eigen rune.

## Tracklist
1. "Ginnungagap (Prologue)"
2. "Midgård"
3. "Asgård"
4. "Jotunheim"
5. "Schwarzalbenheim"
6. "Ljusalfheim"
7. "Muspelheim"
8. "Nifelheim"
9. "Vanaheim"
10. "Helheim"
11. "Secret of the Runes (Epilogue)"

Op de voorzijde van de cd-hoes vormen runetekens samen maken de volgende zin " ·  ·  · ". In het Latijns alfabet staat er "sekret of þ(th)e runes"